# Carex tavoyensis
Carex tavoyensis är en halvgräsart som beskrevs av Ernest Nelmes. Carex tavoyensis ingår i släktet starrar, och familjen halvgräs.
Artens utbredningsområde är Burma. Inga underarter finns listade i Catalogue of Life.